# Едберг
Едберг (англ. Edberg) — село в Канаді, у провінції Альберта, у складі муніципального району Кемроуз.

## Населення
За даними перепису 2016 року, село нараховувало 151 особу, показавши скорочення на 10,1%, порівняно з 2011-м роком. Середня густина населення становила 426,9 осіб/км².
З офіційних мов обидвома одночасно не володів жоден з жителів, тільки англійською — 145, а 5 — жодною з них. Усього 20 осіб вважали рідною мовою не одну з офіційних.
Працездатне населення становило 75 осіб (83,3% усього населення), рівень безробіття — 0% (0% серед чоловіків та 0% серед жінок). 66,7% осіб були найманими працівниками, а 26,7% — самозайнятими.
Середній дохід на особу становив $12 013 (медіана $12 002), при цьому для чоловіків — $12 013, а для жінок $12 013 (медіани — $12 002 та $12 002 відповідно).
22,2% мешканців мали закінчену шкільну освіту, не мали закінченої шкільної освіти — 33,3%, 44,4% мали післяшкільну освіту0.
| Статево-вікова структура населення | Статево-вікова структура населення | Статево-вікова структура населення | Статево-вікова структура населення | Статево-вікова структура населення |
| ---------------------------------- | ---------------------------------- | ---------------------------------- | ---------------------------------- | ---------------------------------- |
|                                    |                                    |                                    |                                    |                                    |
| Всього                             | Всього                             | 55,2%44,8%                         |                                    |                                    |
| 0 — 14 років                       | 0 — 14 років                       |                                    | 16,7%                              | 16,7%                              |
| 15 — 64 років                      | 15 — 64 років                      |                                    | 70%                                | 70%                                |
| 65 і більше                        | 65 і більше                        |                                    | 13,3%                              | 13,3%                              |
| Середній вік (років)               | Середній вік (років)               | 42,339,2                           | 40,9                               | 40,9                               |
| Медіана (років)                    | Медіана (років)                    | 45,044,5                           | 44,8                               | 44,8                               |
| — чоловіки — жінки                 |                                    |                                    |                                    |                                    |

| Походження мешканців:     | Походження мешканців:     | Походження мешканців: | Походження мешканців: | Походження мешканців: |
| ------------------------- | ------------------------- | --------------------- | --------------------- | --------------------- |
| Походження                |                           |                       | осіб                  | %                     |
| Корінні американці        | Корінні американці        |                       | 35                    | 33.33%                |
| Інше північноамериканське | Інше північноамериканське |                       | 45                    | 42.86%                |
| Європейське               | Європейське               |                       | 75                    | 71.43%                |
| британське                | британське                |                       | 65                    | 61.9%                 |

| Зайнятість населення за галузями (за класифікацією NOC): | Зайнятість населення за галузями (за класифікацією NOC): | Зайнятість населення за галузями (за класифікацією NOC): | Зайнятість населення за галузями (за класифікацією NOC): | Зайнятість населення за галузями (за класифікацією NOC): |
| -------------------------------------------------------- | -------------------------------------------------------- | -------------------------------------------------------- | -------------------------------------------------------- | -------------------------------------------------------- |
|                                                          |                                                          |                                                          |                                                          |                                                          |
| Управління                                               | Управління                                               |                                                          | 14,3%                                                    | 14,3%                                                    |
| Бізнес, фінанси та адміністрування                       | Бізнес, фінанси та адміністрування                       |                                                          | 28,6%                                                    | 28,6%                                                    |
| Освіта, правозахист, муніципальні та урядові служби      | Освіта, правозахист, муніципальні та урядові служби      |                                                          | 14,3%                                                    | 14,3%                                                    |
| Роздрібна торгівля та послуги                            | Роздрібна торгівля та послуги                            |                                                          | 21,4%                                                    | 21,4%                                                    |
| Гуртова торгівля, транспорт та обладнання                | Гуртова торгівля, транспорт та обладнання                |                                                          | 21,4%                                                    | 21,4%                                                    |
| Природні ресурси, сільське господарство                  | Природні ресурси, сільське господарство                  |                                                          | 14,3%                                                    | 14,3%                                                    |

## Клімат
Середня річна температура становить 2,8°C, середня максимальна – 20,9°C, а середня мінімальна – -19,4°C. Середня річна кількість опадів – 470 мм.
| Клімат поселення                              | Клімат поселення | Клімат поселення | Клімат поселення | Клімат поселення | Клімат поселення | Клімат поселення | Клімат поселення | Клімат поселення | Клімат поселення | Клімат поселення | Клімат поселення | Клімат поселення | Клімат поселення |
| Показник                                      | Січ.             | Лют.             | Бер.             | Квіт.            | Трав.            | Черв.            | Лип.             | Серп.            | Вер.             | Жовт.            | Лист.            | Груд.            |                  |
| Середній максимум, °C                         | −6,65            | −3,16            | 1,72             | 10,44            | 16,77            | 20,86            | 20,79            | 20,17            | 15,19            | 9,40             | −0,15            | −5,76            |                  |
| Середня температура, °C                       | −13,02           | −9,53            | −4,66            | 4,06             | 10,39            | 14,48            | 16,10            | 15,48            | 10,50            | 4,71             | −4,82            | −10,44           |                  |
| Середній мінімум, °C                          | −19,4            | −15,91           | −11,03           | −2,3             | 4,02             | 8,10             | 11,43            | 10,80            | 5,82             | 0,04             | −9,5             | −15,12           |                  |
| Норма опадів, мм                              | 24               | 16               | 22               | 24               | 47               | 84               | 90               | 62               | 42               | 20               | 20               | 19               |                  |
| Середньомісячна швидкість вітру, м/с          | 3.48             | 3.40             | 3.60             | 3.90             | 3.90             | 3.60             | 3.30             | 3.10             | 3.30             | 3.50             | 3.62             | 3.57             |                  |
| Середньомісячна сонячна радіація, кДж/м²·день | 3720             | 7325             | 12438            | 17460            | 20626            | 21973            | 22559            | 18966            | 12981            | 7782             | 3963             | 2770             |                  |
| --------------------------------------------- | ---------------- | ---------------- | ---------------- | ---------------- | ---------------- | ---------------- | ---------------- | ---------------- | ---------------- | ---------------- | ---------------- | ---------------- | ---------------- |
| Джерело:                                      |                  |                  |                  |                  |                  |                  |                  |                  |                  |                  |                  |                  |                  |